# Luca Armbruster
Luca Nik Armbruster, född 5 november 2001, är en tysk simmare.

## Karriär
Vid EM 2024 i Belgrad var Armbruster en del av Tysklands lag som tog silver på 4×100 meter mixed medley.